# متفرق چاهان
متفرق چاهان (به انگلیسی: Mutafariq Chahan) یک شهرک در پاکستان است که در ناحیه دیره غازی خان واقع شده‌است.